# Corydalis myriophylla
Corydalis myriophylla är en vallmoväxtart som beskrevs av Lidén. Corydalis myriophylla ingår i släktet nunneörter, och familjen vallmoväxter. Inga underarter finns listade i Catalogue of Life.